# Enota deželne decentralizacije Trst
Enota deželne decentralizacije Trst (italijansko Ente di decentramento regionale di Trieste) je od 1. julija 2020 ena izmed štirih upravno-ozemeljskih enot italijanske dežele Furlanije - Julijske krajine. Obsega ves jugovzhodni del dežele Furlanije - Julijske krajine, ki je bil v letih 1947–54 vključen v Svobodno tržaško ozemlje, in se skoraj prekriva z nekdanjo cono A. Na severu meji na enoto deželne decentralizacije Gorica, na vzhodu in jugu na Slovenijo ter na zahodu na Tržaški zaliv.
V mejah današnje enote je do leta 2017 obstajala pokrajina Trst (tudi Tržaška pokrajina, italijansko Provincia di Trieste). Ukinjena je bila z deželnim zakonom Furlanije - Julijske krajine št. 20 z dne 9. decembra 2016 in leta 2017 nadomeščena z novo lokalnosamoupravno obliko, območno Julijsko medobčinsko zvezo (Unione territoriale intercomunale Giuliana). Pokrajina še vedno obstaja kot upravna enota državnih organov na območju in jo državni statistični inštitut pozna kot »nadobčinsko ozemeljsko enoto brez upravne funkcije«.

## Mesta
Enota deželne decentralizacije Trst je z 212,5 km2 ozemeljsko najmanjša upravno-ozemeljska enota druge ravni v celotni Italiji. Edini mesti sta Trst z 208.614 prebivalci in Milje s 13.414 prebivalci.

## Občine
Tržaško enoto deželne decentralizacije sestavljajo naslednje občine (šest) (it. comuni). Glavno mesto je označeno odebeljeno.
| Koda ISTAT | Ime občine      | Ime občine              | Območje (km2) | Prebivalci (2017) | Zemljevid |
| Koda ISTAT | slovensko       | italijansko             | Območje (km2) | Prebivalci (2017) | Zemljevid |
| ---------- | --------------- | ----------------------- | ------------- | ----------------- | --------- |
| 032001     | Devin-Nabrežina | Duino-Aurisina          | 45            | 8480              |           |
| 032002     | Repentabor      | Monrupino               | 12,7          | 883               |           |
| 032003     | Milje           | Muggia                  | 13            | 13.111            |           |
| 032004     | Dolina          | San Dorligo della Valle | 24,5          | 5754              |           |
| 032005     | Zgonik          | Sgonico                 | 31,3          | 2072              |           |
| 032006     | Trst            | Trieste                 | 84,49         | 204.338           |           |
|            | Skupaj          | Skupaj                  | 212           | 234,638           |           |

## Zgodovina
Trst je bil pod nadzorom Rimljanov že leta 177 pr. n. št.; cesar Julij Cezar mu je podelil status kolonije z latinskim imenom Tergeste in ga leta 51 pr. n. št. omenja tudi v svojem delu Commentarii de bello Gallico.
Po razpadu Rimskega cesarstva je mesto ostalo važno trgovsko središče, predvsem zato, ker so preko njegovega ozemlja potekale vse poti med Balkanom in severno Italijo. Niti Langobardi, niti Karel Veliki niso veliko vplivali na razvoj mesta. Za časa frankovske oblasti, od 796 do 948, je sedanje ozemlje Pokrajine Trst spadalo v okvir Istrske krajine. Leta 948 je Trst postal samostojna pokrajina in vključeval ozemlje današnjih občin Trst in Dolina, ostalo ozemlje pa je še dalje sodilo k Istri. 

### Pod Habsburžani
Večji problemi so nastajali le z Benečani, s katerimi se je Trst občasno tudi vojaško boril za prosto plovbo po severnem Jadranu, dokler ni leta 1382 mesto prišlo pod oblast Habsburžanov. Takrat je bila Pokrajina Trst razdeljena na posest Devinskih gospodov (obsegajočo nekako ozemlje sedanjih občin Devin - Nabrežina, Zgonik in Repentabor), deželo Trst (nekako današnjo občino Trst), sedanji občini Milje in Dolina pa sta bili vključeni v Beneško Istro. 
Na ta način so se Tržačani sicer uradno odpovedali samostojnosti, vendar so ostali dejansko avtonomni. Trgovina in promet sta se nemoteno razvijala. Leta 1719 je bil Trst razglašen za svobodno pristanišče, s čimer se je začelo za mesto najugodnejše obdobje njegove zgodovine.

### Ilirske province
Prej opisano upravno stanje je trajalo do leta 1809, ko so bile po napoleonovih osvajanjih in ukinitvi Beneške republike ustanovljene Ilirske province.

### Znova pod Habsburžani
Leta 1813 so Avstrijci spet prevzeli oblast nad tržaško pokrajino in Istro. Trst je zaradi svojega strateškega položaja in vloge najpomembnejšega trgovskega pristanišča Avstrijskega cesarstva postal vodilno trgovsko središče. Njegova vloga je bila še poudarjena leta 1857 z dograditvijo železniške proge Dunaj-Trst. Leta 1867 je Trst postal glavno mesto Avstrijskega primorja. Dobil je naziv »drugo mesto monarhije«, kar ga je po važnosti postavljalo neposredno za Dunaj.
Zanimivo je, da je bil Trst na začetku 20. stoletja s 56.000 slovenskimi prebivalci (po popisu 1910) tudi največje slovensko mesto (Ljubljana je, z nemško govorečo manjšino vred, takrat štela 52.000 prebivalcev). Skupaj s številnimi Čehi, Srbi, Hrvati, Slovaki, in Rusi so bili številčnejši od Italijanov. Predmestje je bilo skoraj popolnoma slovensko, vasi pa v celoti. Trst je bil tudi prvi in največji center slovenskega kapitala, organiziranega delavskega gibanja in tudi pomembno središče slovenske družbeno-kulturne dejavnosti.

### Prva svetovna vojna
Italijanski nacionalisti so zaradi ekonomskih razlogov, zaradi avtonomije, ki jo je mesto uživalo, in zaradi politične prevlade bogate elite, ki jo je omogočal veljavni volilni sistem, gledali na avstrijsko nadvlado načeloma z odobravanjem. Kljub temu se je vedno bolj krepil strah pred rastočim slovenskim vplivom v mestu. V obdobju pred letom 1914 je postajala vedno vplivnejša skupina italijanskih nacionalnih skrajnežev, ki so na Trst gledali kot na »neodrešeno ozemlje« pod tujo nadvlado, njihovi pripadniki so zahtevali priključitev vseh dežel z italijanskim prebivalstvom k Italiji. V obdobju pred prvo svetovno vojno se je med večinskim italijanskim prebivalstvom vedno bolj širilo prepričanje, da avstrijska oblast podpira težnje Slovencev, da bi s tem omejila italijanski vpliv v mestu. Osebnost, ki jo je treba omeniti v zvezi z italijanskim iredentističnim nacionalizmom, je Wilhelm Oberdank - italijanski skrajnež slovenskega rodu, znan tudi kot Guglielmo Oberdan.

### Italijanska okupacija
Po razpadu Avstro-Ogrske ob koncu prve svetovne vojne leta 1918 in po podpisu Rapalske mirovne pogodbe novembra 1920, je bil Trst skupaj z Istro in Kvarnerskimi otoki priključen Kraljevini Italiji. Tako so bili k Italiji priključeni nekdanja avstrijska dežela Trst z okolico, Goriško-Gradiščanska, Istra, ter okraja Postojna in Idrija na  Kranjskem. 
To je bil močan udarec za tržaško gospodarstvo, saj se je mesto znašlo na skrajnem robu države, ki sploh ni potrebovala ne njegovega pristanišča, ne njegovih trgovskih vezi in izkušenj z deželami, ki takrat niso bile zaželene kot komercialni partnerji. Mesto je stagniralo. 
Poleg gmotnih težav so Tržačani kmalu izkusili tudi izgrede fašističnih skrajnežev, ki so se grobo znašali nad slovenskim prebivalstvom. Uradni napotki za »italijanizacijo« prebivalstva so bili strogo uresničeni, večinoma s silo. Slovenski kulturni center Narodni dom, delo arhitekta Maksa Fabianija je bil julija 1920 požgan. Večkrat so požgali in uničili uredništva slovenskih časopisov in 120 drugih slovenskih gospodarskih, delavskih in kulturnih ustanov. 
Že po prvi svetovni vojni se je moralo iz Trsta izseliti okrog 20.000 Avstro-Ogrskih državljanov, ki so jih nadomestili priseljenci z juga Italije, v naslednjih desetletjih pa se je iz Julijske krajine izselilo najmanj 105.000 Slovencev in Hrvatov. V času fašizma je bilo zaprtih več deset tisoč Slovencev. Ker je bil tržaški zapor Coroneo premajhen, so  jih vozili tudi v koprski zapor, med drugimi tudi bazoviške junake.  V Trstu so nato uredili še mučilnice in zapore v Vili Triste, pri jezuitih, v ulici Cologna in prostorih pod trgom Oberdan.

### Druga svetovna vojna
V času druge svetovne vojne je bil Trst predmet spopadov, saj so si ga lastile vse strani. V mestu samem so bili močno zastopani Judje, italijanski iredentisti, Slovenci, pripeljani domobranci, ustaši, četniki, Ukrajinci, Poljaki in razni drugi kolaboracionisti iz vsega vzhodnega dela Evrope, kar je povzročalo nevarna trenja. Ko so leta 1944 Nemci začeli uporabljati Rižarno kot koncentracijsko taborišče s krematorijem, je tudi napetost med prebivalci pogubila veliko ljudi. Računajo, da je v Rižarni umrlo okoli 5000 internirancev, v veliki večini Slovencev.
V Trstu je ves čas vojne deloval tudi posebni inšpektorat italijanske policije Kraljevine Italije, nato pa Republike Salo, od katerega je najbolj znana njegova politična sekcija, imenovana Banda Collotti. Skozi prostore tega inšpektorata je šlo okrog 5000 protifašistov, po večini Slovencev. Trst je imel tudi močno kolaboracionistično Guardio civico (mestna straža), ki je pobite aktiviste OF in partizane metala v opuščeni bazovski šoht, danes italijanski nacionalni spomenik »Foiba di Basovizza«.
Po podatkih ANED, je od 42 vlakovnih kompozicij, ki so z območja Italije odpeljale deportirance samo v taborišče Dachau, kar 30 odpeljalo s tržaške železniške postaje, večina vlakov iz Trsta pa je šla za Auschwitz, večinoma Slovencev, Hrvatov ter Judov, vendar o njihovem številu ni ohranjenih podatkov.
1. maja 1945 so enote 4. armade Jugoslovanske armade, Komande mesta Trst, delavskih bataljonov pod vodstvom OF in 9. korpusa jugoslovanske NOVJ osvobodile Trst iz rok nemške vojske, ki je bila Trst zasedla po kapitulaciji fašistične Italije leta 1943. Takoj za tem so še istega dne prispele v Trst tudi novozelandske zavezniške enote, ki so dotedaj čakale v Štivanu, na robu občine. 
Oblast v mestu so prevzeli Jugoslovani. Kot razlaga Poročilo slovensko-italijanske zgodovinsko-kulturne komisije, so »Slovenci doživeli dvojno osvoboditev: izpod nemške okupacije in izpod italijanske države«. Hkrati pa so Italiji naklonjeni prebivalci Julijske krajine doživljali jugoslovansko zasedbo kot najtemačnejši trenutek v svoji zgodovini, tudi zato, ker so sledile aretacije Italijanov, a tudi Slovencev, ki so nasprotovali jugoslovanski prisotnosti in komunistični ideologiji. Večina aretiranih je bila po sojenju (v Ljubljani) izpuščena, dokazani zločinci so bili obsojeni na zaporne kazni ali usmrčeni. Filofašistična propaganda še danes izjavlja, da so bili aretirani ljudje v velikem številu naglo obsojeni in deportirani ali pometani v fojbe, kar se je po očiščenju kraških šohtov izkazalo za laž. Kljub temu nekateri današnji slovenski publicisti izkoriščajo trenutno politično-ideološko usmerjenost države za obnavljanje fašističnega obrekovanja tedanjih jugoslovanskih oblasti.
Pod pritiskom zahodnih zaveznikov je Jugoslovanska armada morala zapustila Trst 12. junija 1945.

### Po drugi svetovni vojni
Po 40-dnevnem obdobju jugoslovanske ljudske oblasti v Trstu, ob koncu druge svetovne vojne, so bile jugoslovanske vojaške enote zaradi angloameriškega diktata prisiljene zapustiti Trst in se umakniti za t.i. Morganovo demarkacijsko linijo. Po sporazumu, ki je bil podpisan v Devinu 20. junija 1945, med angloameriško in jugoslovansko stranjo, je bila ponovno uvedena Julijska krajina.  Septembra 1947 je bilo ustanovljeno Svobodno tržaško ozemlje (STO). 
Angloameričani so upravljali njegov severni del (cono A), ki je obsegala Trst z okolico in železniško progo Trst-Gorica. Cona B, ki je obsegala severni del Istre do reke Mirne, je bila pod jugoslovansko vojaško upravo. Z londonskim memorandumom iz leta 1954 je STO prenehalo obstajati, cona A s Trstom vred je bila z izjemo Plavij priključena Italiji, cona B pa Jugoslaviji. Dokončno je bila meja med Italijo in Jugoslavijo potrjena z osimskimi sporazumi, ki sta jih podpisali Socialistična federativna republika Jugoslavija in Republika Italija 10. novembra 1975 v italijanskem mestu Osimo.

## Naravne znamenitosti
Vsa pokrajina je kraško območje in razen Timave in Glinščice brez površinskih vodnih tokov. Briška jama je po Guinnessovi knjigi rekordov »največja turistična jama na svetu«. Seznam zaščitenih območij:
- Morski rezervat Miramar (Riserva naturale marina di Miramare nel Golfo di Trieste)
- Naravni rezervat Devinske stene (Riserva naturale delle Falesie di Duino)
- Naravni rezervat na Volniku (Riserva naturale del Monte Lanaro)
- Naravni rezervat na Medvedjaku (Riserva naturale del Monte Orsario)
- Naravni rezervat doline Glinščice (Riserva naturale della Valle Rosandra)
- Biotop jezerc pri Orehu (Biotopo Laghetti delle Noghere)